# Brouwerij De Drie Sleutels (Gent)
De Brouwerij De Drie Sleutels of  Brouwerij Van Goethem is een voormalige brouwerij te Gent gevestigd in de Grauwpoort. 

## Geschiedenis
De brouwerij stopte met brouwen in 1923 waarna de gebouwen gebruikt worden door de Stokerij De Noordpool van Pieter Bruggeman van de firma Bruggeman.

## Bieren[1]
- Pater Belge
- Reuzenbier